# 몬타노안틸리아
몬타노안틸리아(이탈리아어: Montano Antilia)는 이탈리아 캄파니아주 살레르노도에 위치한 코무네다.